# Francesca Vidal i Puig
Francesca Vidal y Puig (Barcelona, 5 de junio de 1880 - Prades, 18 de enero de 1955) fue una violonchelista española.

## Biografía
Fue hija de Francesc Vidal i Jevellí y de Mercé Puig. Su hermana Lluïsa Vidal fue también una reconocida artista, en su caso pintora. No debía de ser fácil, para dos hermanas que, a inicios del siglo XX, despuntaban en las artes, recibir los desaires de quienes las había impulsado. Efectivamente, las dos se habían formado con el apoyo de una familia acomodada y cultivada donde –hecho inusual en la época— los doce hijos, tanto chicos como chicas, recibían la misma educación. Y esto, que les permitió desarrollar sus talentos, tenía como contrapartida tener que pasar el filtro de un padre exigente y controlador tanto en la vida profesional como en la personal.
Su primer maestro en la casa Vidal y Puig fue Josep Garcia, que también fue maestro de Pau Casals. El 2 de enero de 1895, el maestro Casals con 19 años dio clases a la familia Vidal y Puig. Ella tenía 16 años. Así se conocieron Francesca y Pau Casals. Francesca se casó con Felip Capdevila, amigo íntimo del maestro. Cuando en 1920 Pau Casals funda la orquesta Pau Casals nombra tesorero a Felip Capdevila y Francesca se encargaba del archivo. Un año después moría Capdevila y ella cogería las riendas de la orquesta: era el alma.
A pesar de enviudar en 1921 de Felip Capdevila, amigo de Pau Casals y tesorero de la Orquesta Pau Casals, Francisca continuó trabajando, con una fuerte vinculación tanto con la orquesta como con el maestro. Al estallar la Guerra Civil Española Casals tuvo que exiliarse, y en esto, y también la actividad que el violonchelista desarrolló al ayudar los refugiados y para defender la causa de la libertad y la democracia tuvo siempre estrecha relación con Francisca Vidal. También compartieron el nuevo hogar, la Villa Colette de Prada, hasta que Francesca enfermó gravemente, y el maestro Casals avisó a la familia para que se pudieran despedir. El 20 de octubre de 1954 Pau Casals y Francesca Vidal se casaron in articulo mortis y en enero de 1955, Francesca murió. Pocos días después, Pau Casals pidió permiso a las autoridades españolas para ir a Cataluña a enterrarla al Vendrell junto a su madre. En la frontera lo esperaba la guardia civil para acompañarlo hasta la localidad, allí, en la cripta familiar de Casals, descansa "Titi", como él la llamaba en la intimidad, sin ningún nombre ni nada que la recuerde. Sería la última vez que el maestro visitaría su país en vida.

## El cuadro
En la casa que Pau Casals tenía en el Barrio Marítimo de Santo Salvador, hoy museo, el prestigioso violonchelista reunió una colección de obras de arte muy personal, entre las cuales se encuentra el retrato que Lluïsa (1876-1918), hizo de su hermana Frasquita (uno de los diminutivos tradicionales del nombre Francisca, y que era como la denominaba la familia). Como es de suponer era un cuadro muy significativo para el músico, puesto que Francisca fue una de sus mejores alumnas y compañera profesional y sentimental, y con quien finalmente Pau Casals se casó in articulo mortis.
El cuadro sin embargo habla de una época anterior; de 1909, cuando Francisca se casaba con Felip Capdevila. El padre de la violonchelista no aprobaba el matrimonio, y Lluïsa, sensible a los sentimientos de su hermana, le hizo como regalo de boda un retrato que reflejaba con intensidad su tristeza.